# فينيسيوس ميلو
فينيسيوس ميلو (مواليد 19 أغسطس 2002)، لاعب كرة قدم برازيلي يجيد اللعب في الهجوم مع نادي الجزيرة في دوري الخليج العربي الإماراتي.

## وصلات خارجية
فينيسيوس ميلو على موقع الدوري الأمريكي (الإنجليزية)
- فينيسيوس ميلو على موقع قاعدة بيانات كرة القدم.إي يو (الإنجليزية)
- فينيسيوس ميلو على موقع Soccerway.com (الإنجليزية)